# العلاقات الأمريكية البالاوية
العلاقات الأمريكية البالاوية هي العلاقات الثنائية التي تجمع بين الولايات المتحدة وبالاو.

## مقارنة بين البلدين
هذه مقارنة عامة ومرجعية للدولتين:
| وجه المقارنة                                              | الولايات المتحدة                                                                                                  | بالاو                         |
| --------------------------------------------------------- | --- | ----------------------------- |
| المساحة (كم2)                                             | 9.83 مليون | 465                           |
| عدد السكان (نسمة)                                         | 311.58 مليون | 21.73 ألف                     |
| الكثافة السكانية (ن./كم²)                                 | 31.7 | 4.67 ألف                      |
| العاصمة                                                   | واشنطن العاصمة | نغيرولمود، كورور              |
| اللغة الرسمية                                             | لغة إنجليزية | لغة إنجليزية، اللغة البالاوية |
| العملة                                                    | دولار أمريكي | دولار أمريكي                  |
| الناتج المحلي الإجمالي (بليون دولار)                      | 19.39 تريليون | 291.54 مليون                  |
| الناتج المحلي الإجمالي (تعادل القوة الشرائية) بليون دولار | 18.04 تريليون | 326.12 مليون                  |
| الناتج المحلي الإجمالي الاسمي للفرد دولار أمريكي          | 56.12 ألف | 13.50 ألف                     |
| الناتج المحلي الإجمالي للفرد دولار أمريكي                 | 54.63 ألف | 14.76 ألف                     |
| مؤشر التنمية البشرية                                      | 0.920 | 0.780                         |
| رمز المكالمات الدولي                                      | +1 | +680                          |
| رمز الإنترنت                                              | .us، حكومة، .mil، Edu.                                                                                            | .pw                           |
| المنطقة الزمنية                                           | توقيت ساموا الأمريكية، توقيت أطلنطي موحد، منطقة زمنية وسطى، توقيت ألاسكا ‏، المنطقة الزمنية الجبلية، توقيت تشامرو ‏ | ت ع م+09:00                   |

## منظمات دولية مشتركة
يشترك البلدان في عضوية مجموعة من المنظمات الدولية، منها:
| علم المنظمة | اسم المنظمة                        | تاريخ انضمام الولايات المتحدة | تاريخ انضمام بالاو |
| ----------- | ---------------------------------- | ----------------------------- | ------------------ |
|             | منظمة حظر الأسلحة الكيميائية       | ?                             | ?                  |
|             | بنك التنمية الآسيوي                | 1966                          | 2003               |
|             | البنك الدولي للإنشاء والتعمير      | 27 ديسمبر 1945                | 16 ديسمبر 1997     |
|             | وكالة ضمان الاستثمار متعدد الأطراف | 12 أبريل 1988                 | 16 ديسمبر 1997     |
|             | مؤسسة التنمية الدولية              | 24 سبتمبر 1960                | 16 ديسمبر 1997     |
|             | الأمم المتحدة                      | 24 أكتوبر 1945                | 15 ديسمبر 1994     |
|             | يونسكو                             | 4 نوفمبر 1946                 | 20 سبتمبر 1999     |
|             | مؤسسة التمويل الدولية              | 20 يوليو 1956                 | 16 ديسمبر 1997     |

## وصلات خارجية
- موقع وزارة الخارجية الأمريكية